# 글로스터셔 연대
글로스터셔 연대(Gloucestershire Regiment)는 1881년부터 1994년까지 활동한 영국 육군의 보병연대로, 일반적으로 글로스터스(Glosters)라고 불린다. 제1차 세계 대전과 제2차 세계 대전, 한국 전쟁 등에 참전하였다. 20세기 후반에 연대는 단일 정규 대대로 축소되어 독일, 아프리카, 카리브해, 중미, 중동 및 북아일랜드를 포함한 전 세계에서 활동했다. 1994년 에든버러 공작의 왕립 연대와 병합되어 왕립 글로스터셔, 버크셔, 윌트셔 연대를 구성했다. 새로운 연대는 백배지를 물려받았고, 2007년에 병합되었을 때 그 전통을 후계자인 The Rifles에게 넘겼다.

## 역사
글로스터셔 연대는 1694년에 창설된 깁슨(Gibson) 대령의 보병 연대에 기원을 두고 있으며 이후 28연대(North Gloucestershire)가 되었다. 28연대와 61(South Gloucestershire) 보병 연대의 합병으로 글로스터셔 연대가 형성되었다. 알렉산드리아 해전에서 2열로 연이어 싸운 28연대에서 유래한 전통인 머리 장식의 뒷면과 앞면에 휘장을 달고 있다는 영국군 고유의 특징을 계승했다. 글로스터셔 연대는 2개의 정규 대대, 2개의 민병대 및 2개의 자원 대대로 구성되었으며 제2차 보어 전쟁에 첫 출전하였다 .
제1차 세계 대전 이전에 연대의 4개 보조대대는 3개의 영토군 대대와 1개의 특수예비 대대로 전환되었고, 전쟁 중에 연대 창설에 18개 대대가 추가되었다. 연대의 16개 대대는 프랑스와 플랑드르, 이탈리아, 갈리폴리, 이집트, 메소포타미아, 페르시아, 살로니카에서 활약하여 총 8,100명의 병사를 잃고 72개의 다른 전투 영예(Battle Honour)를 얻었다. 4개의 빅토리아 훈장이 연대에 복무한 군인에게 수여되었다. 전시 대대는 전쟁이 끝나고 제2차 세계 대전 직전에 해산되었다. 영토 대대 중 2개는 용도가 변경되었고 연대와 어떤 제휴도 중단되었다. 전쟁 직전에 나머지 영토 대대는 합병되었고, 전쟁 발발과 함께 5개 대대가 추가로 늘었지만, 이들 대부분은 전쟁이 진행되면서 해산되거나 용도가 변경되었다. 4개 대대는 전쟁 기간 동안 연대에서 활약하였다. 제2대대와 제5대대는 모두 프랑스 공방전에서 싸웠고, 됭케르크 전투에서 거의 완전히 소실된 후, 재편성된 제2대대는 D-Day에 골드 해변에 상륙하여 연합군의 편에서 싸웠다. 제1대대는 일본이 버마를 정복하는 동안 랑군에서 퇴각하는 데 관여했으며, 제10대대는 버마 전역 1944년~1945년 동안 일본군의 패배에 적극적으로 관여하였다.
제2차 세계 대전 이후 적대전담대대는 해산되고 제1대대와 제2대대는 통합되어 연대는 정규 1개 대대와 영토군 1개 대대로 남게 되었다. 

### 이후의 역사

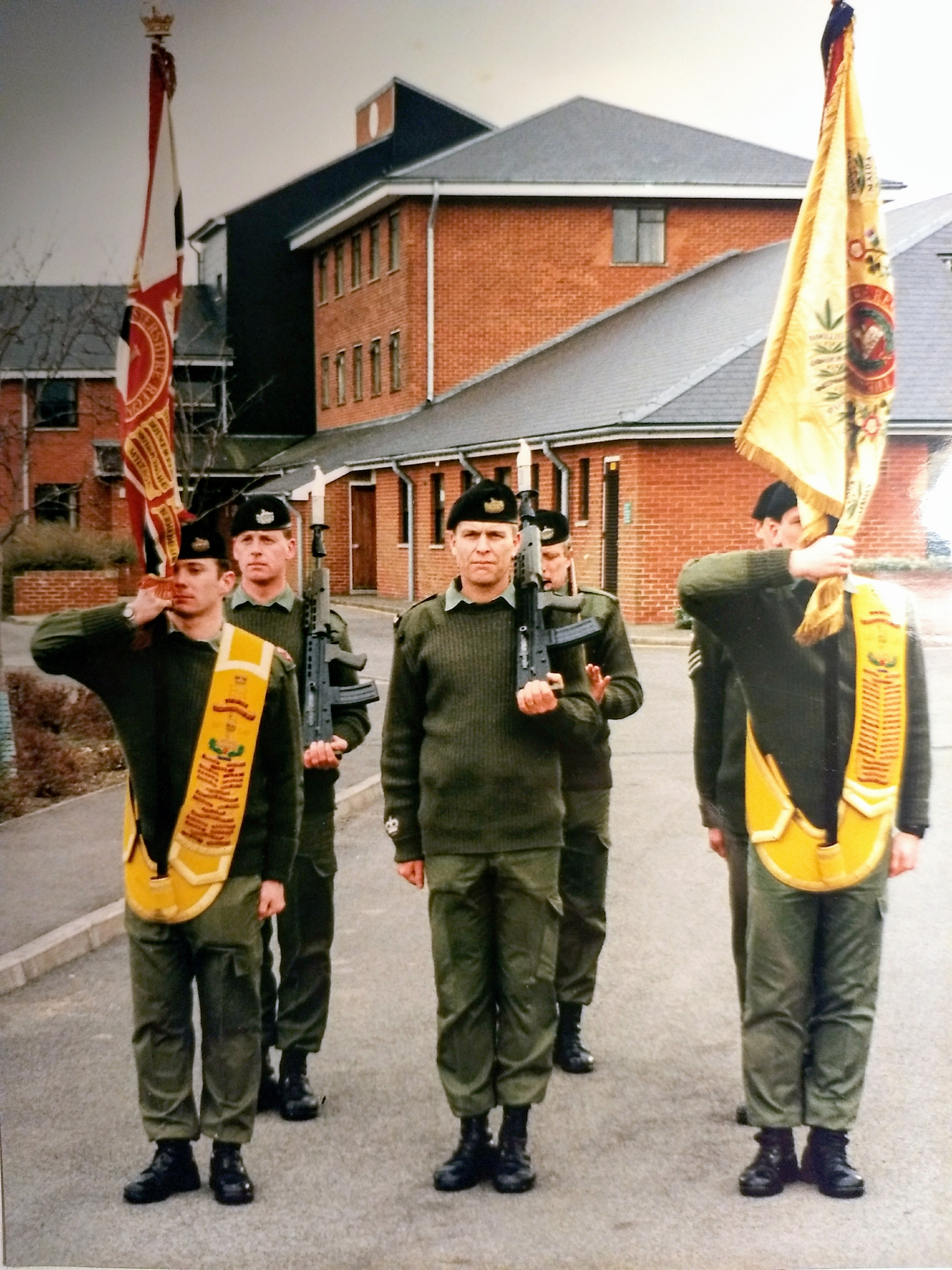
1993년 백배지의 날 Catterick Garrison에서의 퍼레이드

한국 전쟁이 계속되는 동안 연대는 영국에서 더 많은 의례 업무를 수행했다. 1952년 2월 15일 조지 6세의 장례 행렬 경로를 따라 배치 되었으며 4월 26일 글로스터에서 열린 의식에서 선봉을 섰다. 두 정규 대대는 이전 연대의 느낌을 그대로 유지했다. 1953년 6월 2일, 1대대와 5대대 모두 400명의 병사가 엘리자베스 2세 여왕의 대관식 행렬에 참여했다. 연대는 1955년과 1994년 사이에 케냐, 아덴, 바레인, 키프로스, 벨리즈, 지브롤터 및 스와질랜드, 모리셔스, 베추아날란드 및 바수톨란드의 아프리카 식민지 등 더 많은 군사 임무로 복귀했다. 또한 독일에서 북대서양 조약 기구에 대한 영국의 공격에 참여하여 라인의 영국군과 함께 3번의 출전을 하고 베를린에 있는 영국 수비대와 2번의 출전을 했으며, 1968년과 1991년 사이 The Troubles 기간 동안 북아일랜드에서 7번의 출전을 완료했다. 이때 5명의 부대원을 잃었다.
1967년 3월 1대대는 글로스터셔 연대의 유일한 부대가 되었고, TA의 재편성 결과 5대대는 영해 예비군 웨식스의 용병 중대가 되었다. 연대는 1970년 로열 햄프셔 연대와의 합병을 가까스로 피했고, 1994년 3월 초에 100주년이자 깁슨의 보병 연대가 창설된 지 300년이 되었다. 그러나 그 당시 소련의 해산으로 정부는 군대를 재편성했고 그 결과, 글로스터셔 연대는 에든버러 공작의 왕립 연대와 합병 되어 왕립 글로스터셔, 버크셔 및 윌트셔 연대로 변경 되었다. 새로운 연대는 여전히 백배지 전통을 유지했으며 2007년에 차례로 합병되었을 때 제복에 백배지를 착용하는 후계 연대인 The Rifles에 그 전통을 계승하였다. 글로스터셔 연대는 1994년 3월 26일 글로스터에서 마지막으로 행진하였고, 다른 어떤 연대보다 더 많은 전투 명예를 지닌 이 부대는 Gloucestershire 박물관에 그 역사가 전시되었다.